# Sede social del Club Almirante Brown
La sede social del Club Almirante Brown ubicada en la zona centro de la ciudad de San Justo es un complejo deportivo y administrativo donde se realizan los actos electorales, las asambleas y las reuniones de comisión directiva de la institución, y donde también se desarrollan actividades recreativas y de esparcimiento.

## Historia
La institución sentó sus bases en la sede social cuando a mediados de 1940 se propuso adquirir un terreno en San Justo para su construcción. El 12 de octubre de 1948 se firmó el boleto de compraventa y el 15 de marzo de 1949 se realizó la escritura traslativa de dominio con el escribano Adolfo C. Gutiérrez. La inauguración realizada en 1952 dio el impulso definitivo para la re afiliación a la Asociación del Fútbol Argentino en 1955. En 1965 se inauguró el gimnasio cubierto de aproximadamente mil metros cubiertos.
En octubre de 1972 se amplió la superficie adquiriendo un lote sobre la calle Almafuerte que brinda salida a dos calles donde, promediando los años 80, se desarrolló un amplio edificio de tres plantas con la finalidad de trasladar a ese sector la sección administrativa, oficinas administrativas y espacio gastronómico, pero por diferentes razones el proyecto estuvo detenido varias décadas.
A mediados de 2020 después de 35 años comenzaron nuevamente las obras en el edificio de la calle Almafuerte y la instalación del piso de parqué en el gimnasio y el desarrollo del museo del club sobre la calle Entre Ríos.

## Infraestructura

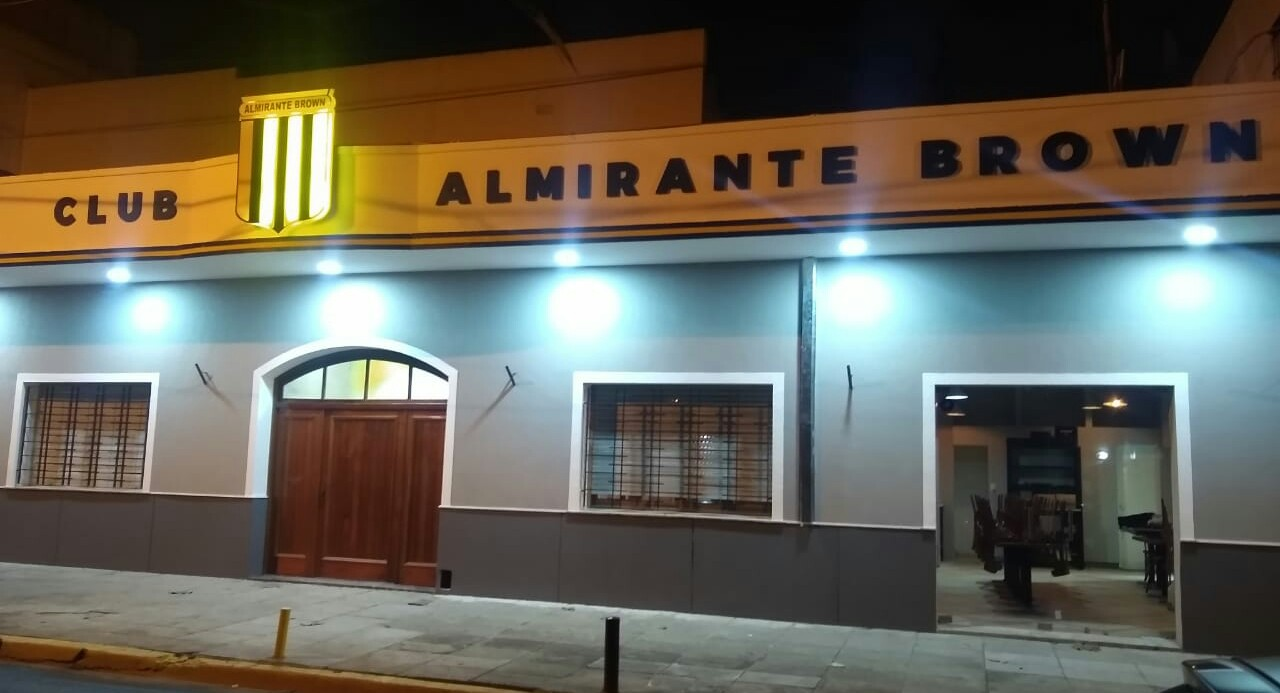
Vista nocturna de la sede social del club Almirante Brown en la zona céntrica de San Justo

Sobre la calle Entre Ríos 3255 se encuentra la amplia entrada principal. En 2020 fue restaurado el portón original, que data de 1952, también se repararon las molduras y se hizo un nuevo frente con una importante iluminación led y el escudo del club destacado en backligh. 

Se accede al hall de recepción que fue restaurado dejando los ladrillos históricos a la vista combinados con detalles del cielo rasos y nueva iluminación, la apertura del mismo se realiza solo para eventos importantes.

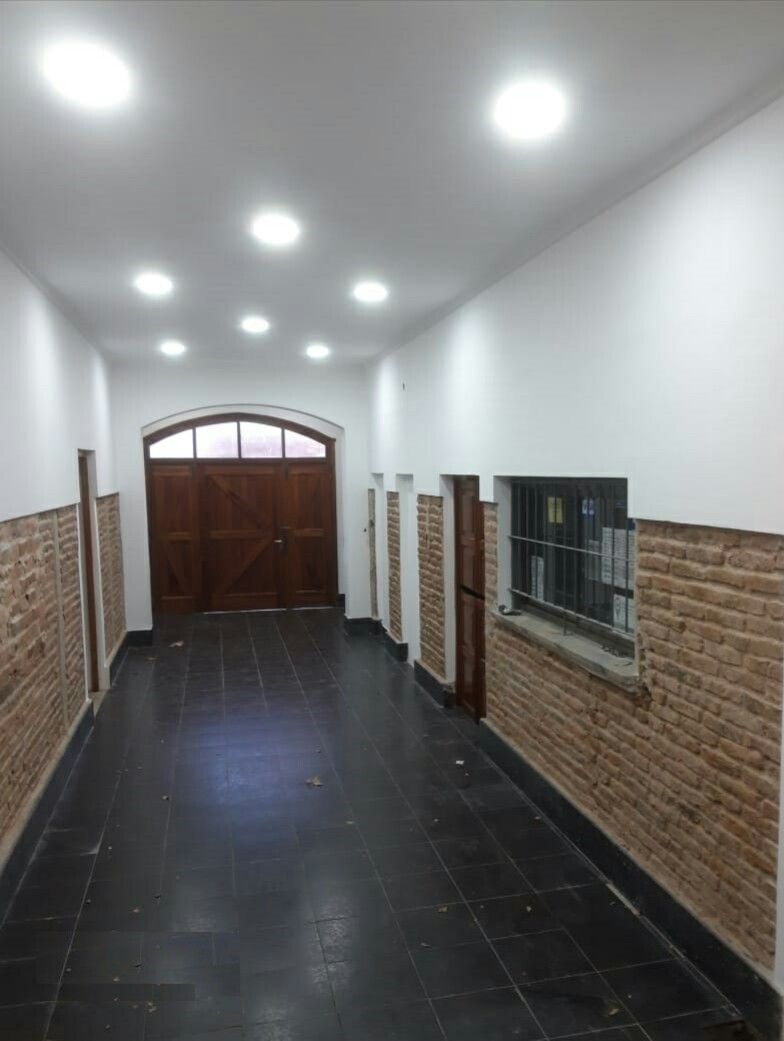
Hall de recepción en la calle Entre Ríos.

El sector de la calle Entre Ríos cuenta también con un espacio gastronómico con acceso independiente, llamada «Cantina 1922». También sobre la misma calle estará el Museo del Club que se encuentra en pleno desarrollo y el local de venta de indumentaria y merchandising oficial del club llamado «Fragatamanía», ambos tendrán su acceso independiente con un nuevo portón de blindex que también los comunica hacia la cantina internamente.
Otro portón de acceso sobre la calle Entre Ríos, lleva a la primera planta, donde se encuentra una recepción y la vitrina donde se exhiben los trofeos conquistados por el club en todas sus disciplinas deportivas. El sector administrativo cuenta con una amplia sala de reuniones y la oficina presidencial.

## Edificio de la Calle Almafuerte y gimnasio
El edificio consta de tres plantas que suman, aproximadamente, 1000 m² totales, cuya obra estuvo paralizada varias décadas. Después de 35 años en 2020, en un hecho histórico para el futuro de la institución comenzaron nuevamente las obras sobre la calle Almafuerte 3262.
El gimnasio fue techado originalmente en 1965 aunque recién a mediados de 2020 comenzó la obra para convertirlo en un sector multidisciplinario.
Su superficie cubierta es de aproximadamente mil metros cuadrados donde ya fue instalado en su superficie el piso de madera natural que fue pulido y laqueado, se instaló una nueva iluminación LED de última generación para lo que se realizó toda una nueva instalación eléctrica. También se construyó un nuevo sector de sanitarios y se hicieron los detalles de pintura en todo el gimnasio.